# Tannois
Tannois és un municipi francès situat al departament del Mosa i a la regió del Gran Est. L'any 2007 tenia 399 habitants.

## Demografia

### Població
El 2007 la població de fet de Tannois era de 399 persones. Hi havia 168 famílies, de les quals 52 eren unipersonals (20 homes vivint sols i 32 dones vivint soles), 36 parelles sense fills, 60 parelles amb fills i 20 famílies monoparentals amb fills.
La població ha evolucionat segons el següent gràfic:
Habitants censats

### Habitatges
El 2007 hi havia 179 habitatges, 164 eren l'habitatge principal de la família, 5 eren segones residències i 10 estaven desocupats. 173 eren cases i 6 eren apartaments. Dels 164 habitatges principals, 151 estaven ocupats pels seus propietaris, 11 estaven llogats i ocupats pels llogaters i 2 estaven cedits a títol gratuït; 6 tenien dues cambres, 15 en tenien tres, 48 en tenien quatre i 96 en tenien cinc o més. 125 habitatges disposaven pel capbaix d'una plaça de pàrquing. A 64 habitatges hi havia un automòbil i a 72 n'hi havia dos o més.

### Piràmide de població
La piràmide de població per edats i sexe el 2009 era:
| Homes | Edats   | Dones |
| ----- | ------- | ----- |
| 0     | 95 o +  | 0     |
| 0     | 90 a 94 | 0     |
| 0     | 85 a 89 | 4     |
| 8     | 80 a 84 | 0     |
| 8     | 75 a 79 | 4     |
| 28    | 70 a 74 | 20    |
| 12    | 65 a 69 | 12    |
| 8     | 60 a 64 | 12    |
| 20    | 55 a 59 | 12    |
| 8     | 50 a 54 | 20    |
| 16    | 45 a 49 | 8     |
| 16    | 40 a 44 | 28    |
| 12    | 35 a 39 | 8     |
| 12    | 30 a 34 | 8     |
| 12    | 25 a 29 | 4     |
| 4     | 20 a 24 | 8     |
| 20    | 15 a 19 | 24    |
| 20    | 10 a 14 | 16    |
| 4     | 5 a 9   | 8     |
| 8     | 0 a 4   | 8     |

## Economia
El 2007 la població en edat de treballar era de 240 persones, 173 eren actives i 67 eren inactives. De les 173 persones actives 166 estaven ocupades (86 homes i 80 dones) i 7 estaven aturades (6 homes i 1 dona). De les 67 persones inactives 22 estaven jubilades, 27 estaven estudiant i 18 estaven classificades com a «altres inactius».

### Ingressos
El 2009 a Tannois hi havia 173 unitats fiscals que integraven 418 persones, la mediana anual d'ingressos fiscals per persona era de 17.745 €.

### Activitats econòmiques
Dels 14 establiments que hi havia el 2007, 1 era d'una empresa extractiva, 1 d'una empresa de fabricació d'altres productes industrials, 2 d'empreses de construcció, 1 d'una empresa de comerç i reparació d'automòbils, 1 d'una empresa de transport, 1 d'una empresa d'informació i comunicació, 2 d'empreses financeres, 4 d'empreses de serveis i 1 d'una empresa classificada com a «altres activitats de serveis».
Dels 3 establiments de servei als particulars que hi havia el 2009, 1 era una fusteria, 1 lampisteria i 1 perruqueria.
L'únic establiment comercial que hi havia el 2009 era una adrogueria.
L'any 2000 a Tannois hi havia 9 explotacions agrícoles que ocupaven un total de 594 hectàrees.

## Poblacions més properes
El següent diagrama mostra les poblacions més properes.